# Wak Chanil Ajaw

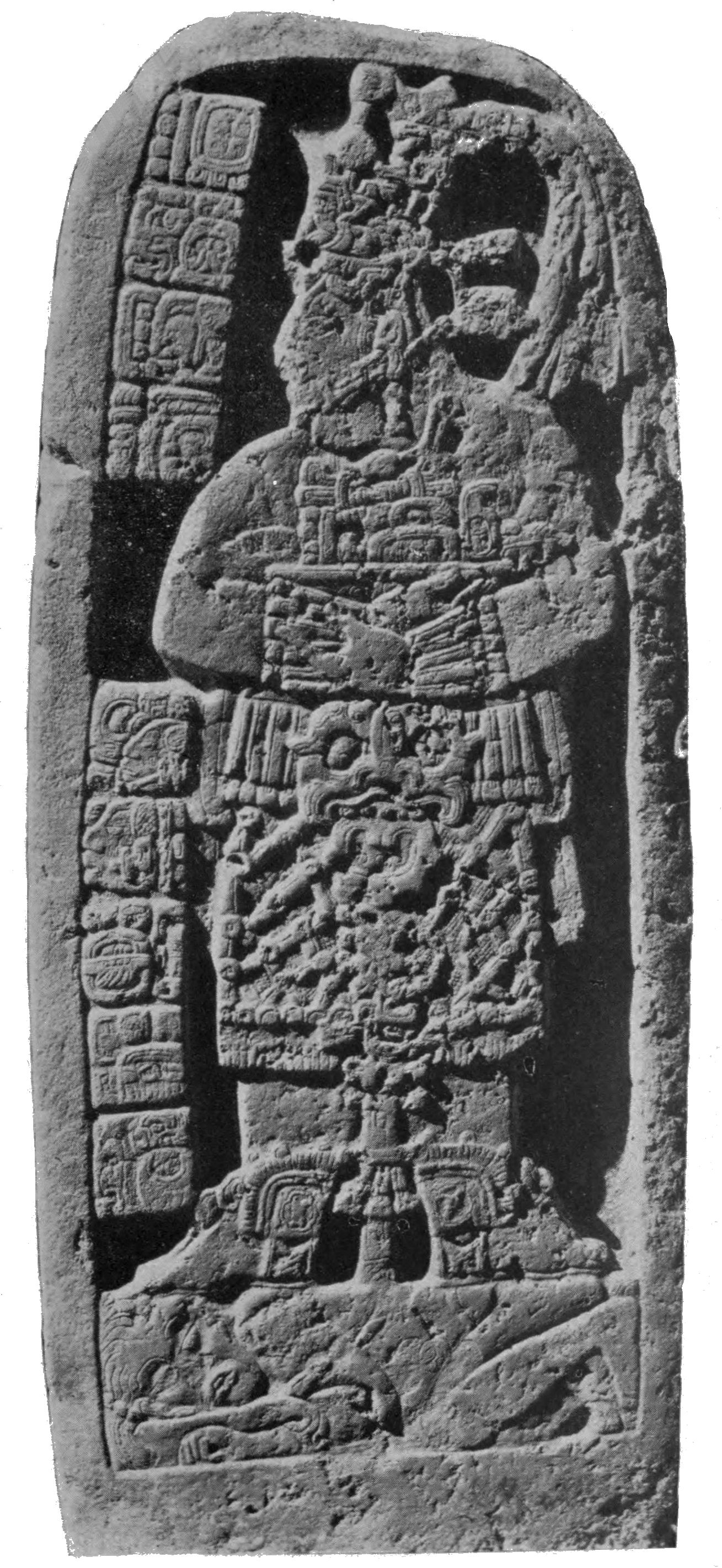
Wak Chanil Ajaw

Wak Chanil Ajaw, född 600-talet, död 741, var drottningregent av Mayariket Naranjo mellan 682 och 741.

## Biografi
Wak Chanil Ajaw var dotter till kung B'alaj Chan K'awiil av Dos Pilas och B'ulu. Hon gifte sig med prins K'ak' ? Chan Chaak av Naranjo, och var mor till kung Kʼakʼ Tiliw Chan Chaak av Naranjo. 
År 682 anlände hon till Naranjo inför sitt bröllop. Naranjo tycks vid denna tid ha befunnit sig i ett maktvakuum. Dess kung K'ahk' Xiiw Chan Chaahk hade besegrats några år tidigare. Hon anges ha bosatt sig i Naranjo för att grunda en ny dynasti där på sin fars begäran. Hennes make var uppenbarligen en medlem av Naranjos före detta dynasti, men nämns ingenstans som monark. Istället förmodas hon ha regerat staden. Möjligen gjorde hon detta som guvernör för sin far.
År 688 födde hon sonen Kʼakʼ Tiliw Chan Chaak (688–728). Hennes son utropades år 693 vid fem års ålder till kung av Naranjo. Det rådde länge osäkerhet på vilket sätt hon regerade: om hon var monark, medregent, eller något annat, men nya upptäckter förklarar tydligt att hon var ställföreträdande regent för sin minderåriga son. Det framstår samtidigt som om mor och son de facto regerade samtidigt även sedan han blev vuxen. Monument som hyllar dem båda som härskare förekommer under hela deras regeringstid. Avbildningar från 699 visar henne stående ovanpå liken av sina fiender på samma sätt som en krigarkung, något mycket ovanligt för en kvinna, och klädd i majskjol, ett manligt attribut associerat med majsguden. Så sent som år 721, när hennes son var 35 och alltså borde vara myndigförklarad sedan länge, är hon istället dokumenterad som den härskare som utförde ritualer som vanligen utfördes av monarker.
När hennes son  Kʼakʼ Tiliw Chan Chaak avled barnlös år 728, står det klart att Wak Chanil Ajaw utsåg hans efterträdare. Hon placerade då Yax Mayuy Chan Chaak, som möjligen är hennes yngre son, på tronen.